# Pobri
 Pobri  (olaszul: Pobri) falu Horvátországban, a Tengermellék-Hegyvidék megyében. Közigazgatásilag Abbáziáhozhoz tartozik.

## Fekvése
Fiume központjától 10 km-re északnyugatra, községközpontjától 2 km-re északra a Tengermelléken fekszik.

## Története
A településnek 1857-ben 311, 1910-ben 474 lakosa volt. 
2011-ben 1115 lakosa volt.

## Lakosság
| Lakosság változása | Lakosság változása | Lakosság változása | Lakosság változása | Lakosság változása | Lakosság változása | Lakosság változása | Lakosság változása | Lakosság változása | Lakosság változása | Lakosság változása | Lakosság változása | Lakosság változása | Lakosság változása | Lakosság változása | Lakosság változása |
| ------------------ | ------------------ | ------------------ | ------------------ | ------------------ | ------------------ | ------------------ | ------------------ | ------------------ | ------------------ | ------------------ | ------------------ | ------------------ | ------------------ | ------------------ | ------------------ |
| 1857               | 1869               | 1880               | 1890               | 1900               | 1910               | 1921               | 1931               | 1948               | 1953               | 1961               | 1971               | 1981               | 1991               | 2001               | 2011               |
| 311                | 275                | 295                | 342                | 410                | 474                | 399                | 527                | 320                | 309                | 346                | 484                | 731                | 831                | 917                | 1115               |

## Nevezetességei
Szent Anna tiszteletére szentelt kápolnája 1708-ban épült.